# Astragalus cavanillesii
Astragalus cavanillesii är en ärtväxtart som beskrevs av Dieter Podlech. Astragalus cavanillesii ingår i släktet vedlar, och familjen ärtväxter. Inga underarter finns listade i Catalogue of Life.